# Guido Peruz
Guido Peruz (Verona, 1º dicembre 1941) è un pittore e collezionista d'arte italiano.

## La vita e le opere
Peruz appartiene ad una famiglia proveniente dal Cadore.  Fin da bambino manifesta il suo interesse per l'attività artistica e completa la sua formazione prima a Venezia, poi all'Accademia Albertina di Torino ed infine a Milano all'Accademia di Brera.
Partecipa a numerose mostre sia personali che collettive.
Nel dicembre 2016 Peruz ha fatto dono al Palazzo Ducale di Venezia della sua opera Qoèlet. L'opera è composta da settantadue tavole che riportano con accurata grafia il testo biblico Qoelet e sono ricoperte in foglia oro. Le tavole, suddivise in due pannelli,  sono collocate nell'Anti-Chiesetta del Doge.
Guido Peruz è anche un collezionista e definisce il suo collezionare come la raccolta del rigattiere intesa come acquisto di ciò che era possibile comprare perché rifiutato da altri. Inoltre collezionare è per Peruz un investimento economico su opere che hanno uno spessore umano e culturale e non persegue fini speculativi.

## Le Mostre
(elenco parziale)
- Galleria Goethe, Bolzano, 1969
- Civiltà scritta, Fondazione Europea Milano,  1969
- Merano, 1971
- Aspekte aus Italien, Innsbruck Galerie, Taxispalais, Austria
- Galleria Artecentro, 1969

## Guido Peruz nei musei
- Pace, Museo del 900, Milano, 2016

## Pubblicazioni
- Mimmo Rotella – décollage di vita, Campanotto Editore, Pasian di Prato, 2001, ISBN 88-456-0316-4
- L'apocalisse secondo Peruz, Campanotto Editore, 2004, ISBN 88-456-0080-7
- Giosué 11.7.2011, collana libri d'artista, Edizioni Peccolo, Livorno, 2011.
- Maurice Henry : opera grafica, (a cura di), D'Ars, Milano, 2010.
- Pateravegloria, Campanotto Editore, Pasian di Prato, 1998.